# シェヒーター
シェヒーター（שְׁחִיטָה šəḥīṭā, šəchīt‘āh）はユダヤ教における、食用となる生き物の屠殺方法。フッリーンにおいて論じられている。
ドイツ語では Schächten という。
カシュルートやシェヒーターの基本となっている目的の一つは、人間的、あるいは神から賜った方法によってのみ、食用の肉類を獲得することができる、食べるためにむやみに生き物を殺さない、血を避ける（流血を厭う思想へもつながる）、といったことにある。トーラーはカシュルートに触れるとき、決まって「聖なる」という表現を用いている。
血は創造物の生命の象徴であるので、地と、神へ帰す。
ネベーラー、テレーファー（外傷によって死んだ生き物）でない生き物を、敬虔で、また知識のあるユダヤ教徒（ショーヘート）が、可能な限り痛みを与えず、また一回で命を頂く。瞬時に意識を失うために、首の部分にナイフが当てられる。
このためとして、ナイフは研磨された刃でなければならない。
|  |  |  |

## ショーヘート
シェヒーターを行うのは、ラビによって任命された者でショーヘート（שׁוֹחֵט šôchēt‘, shoychet）という。
シェフテル（シェヒター） Schechter、シェクター Schekter といった姓はショーヘートであることを示している。